# Malthodes marginatus
Malthodes marginatus är en skalbaggsart som först beskrevs av Pierre André Latreille 1806.  Malthodes marginatus ingår i släktet Malthodes, och familjen flugbaggar. Arten är reproducerande i Sverige.

## Bildgalleri

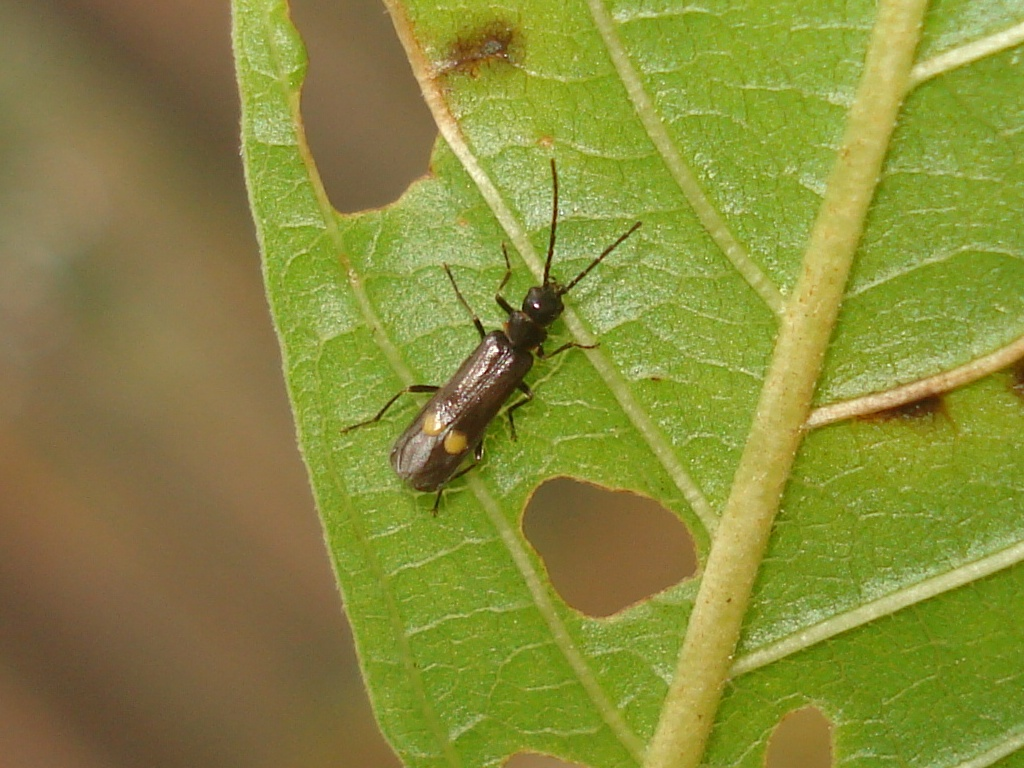